# الفيلق الثاني (العراق)
الفيلق الثاني هو فيلق تابع للجيش العراقي، تأسس قبل الحرب العراقية الإيرانية. تمركز في البداية في المناطق الوسطى من العراق.
وبحسب تقارير الملحقين العسكريين البريطانيين في عامي 1977 و1978، كان الفيلق يتألف من الفرقة المدرعة الثالثة (بيجي/تكريت)، والفرقة المدرعة السادسة (بعقوبة)، والفرقة المدرعة العاشرة (التاجي).
كانت الفرقة المدرعة السابعة عشرة في الميدان في قطاع الفيلق الثاني في الفترة من 1982 إلى 1984 جنوب خانقين على الحدود الإيرانية العراقية؛ وكان مقر الفيلق الثاني في تلك المرحلة في بعقوبة. وكان العميد صابر عبد العزيز أحد القادة الأوائل للفرقة. تُظهر خريطة لاحقة في كتاب مالوفاني الفرقة المدرعة السابعة عشرة المنتشرة بين تورسق وزرباطية والفيلق الثاني التابع لها، شرق بغداد مباشرة تقريبًا، حوالي سبتمبر 1985.
كان مقر الفيلق في ديالى في عام 1997، وكان يسيطر على الفرقة المدرعة الثالثة (اللواء المدرع السادس؛ اللواء المدرع الثاني عشر؛ اللواء الميكانيكي الثامن) بالإضافة إلى فرقتي المشاة الخامسة عشرة (مقر عامرلي) والرابعة والثلاثين (اللواء 90، 502، 504).
ضم الفيلق الثاني الفرقة المدرعة الثالثة في الفترة التي سبقت غزو العراق عام 2003، والفرقتين 15 و34 للمشاة. حُلَّ الفيلق رسميًا بعد سقوط صدام حسين إلى جانب بقية الجيش، بما يتماشى مع أمر سلطة الائتلاف المؤقتة رقم 2.

## روابط خارجية وقراءات إضافية
- حرب صدام: منظور عسكري عراقي للحرب العراقية الإيرانية - ndupress.ndu.edu/Portals/68/Documents/Books/saddams-war.pdf
- ستيفن ت. هوسمر، "لماذا كانت المقاومة العراقية لغزو التحالف ضعيفة إلى هذا الحد"، راند، 2007، سانتا مونيكا، كاليفورنيا؛ أرلينغتون، فيرجينيا؛ بيتسبرغ، بنسلفانيا. http://www.jstor.org/stable/10.7249/mg544af .
- "II Corps". www.globalsecurity.org. مؤرشف من الأصل في 2023-06-01. اطلع عليه بتاريخ 2025-05-06.